# Dê bản địa Anh Quốc

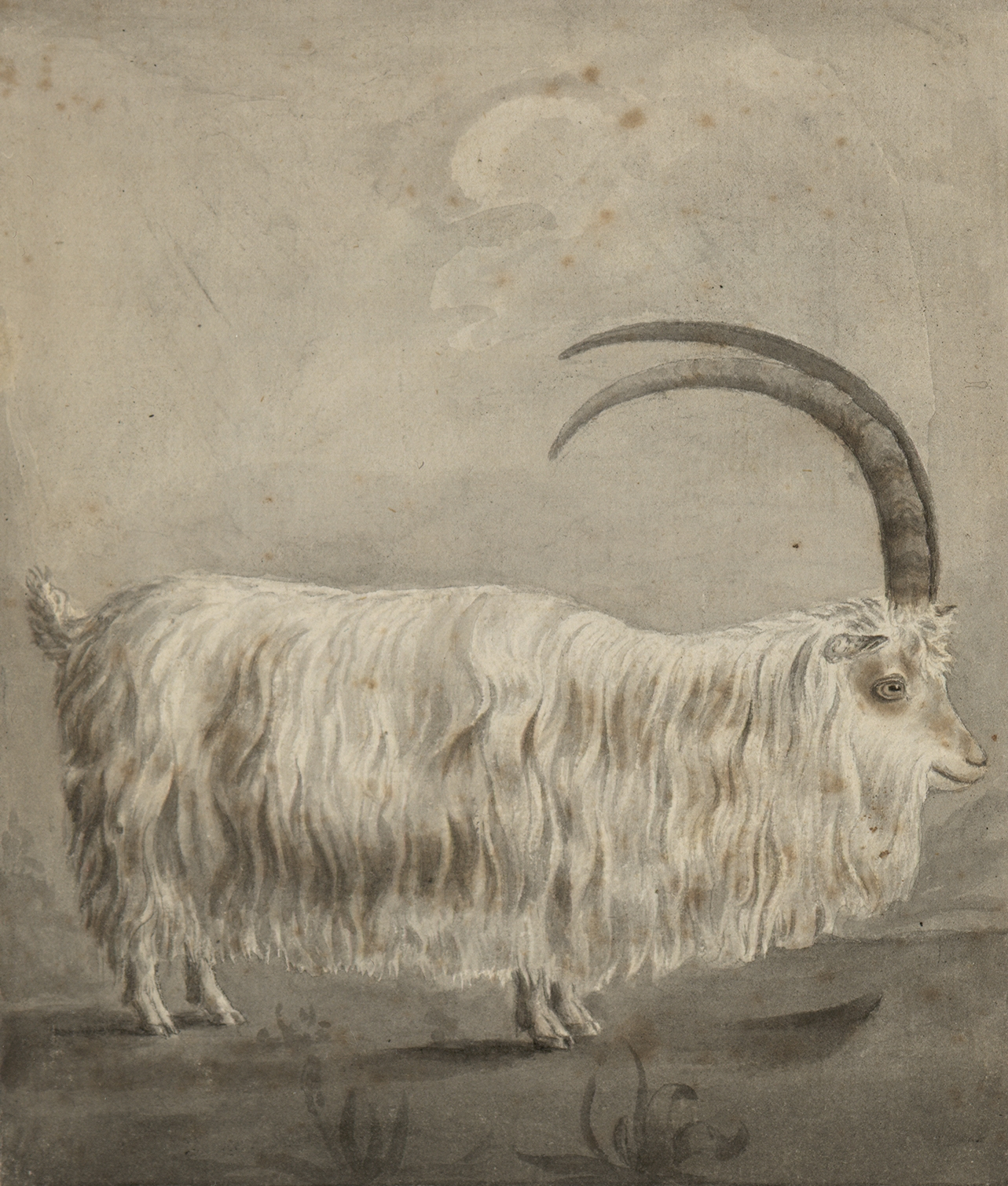
Họa phẩm về con dê giống bản địa nước Anh

Dê bản địa Anh Quốc (British Primitive goat) hay giống dê nguyên thủy của Anh là một giống địa phương của những con dê nhà bản địa có nguồn gốc từ Vương quốc Anh và Ireland và là những con dê ban đầu của khu vực. Nó được coi là một giống hiếm, tồn tại như một số đàn dê hoang dã bị cô lập, như một số quần thể bị giam giữ trong các khu động vật và khu bảo tồn thiên nhiên, và trại giống trên một số trang trại tư nhân do các nhóm hiếm-những người đam mê. Chỉ có 1.200 con dê nguyên thủy gốc Anh có thể còn lại.
Sự đa dạng về các dòng, nòi cũng được gọi là dê bản địa của Anh, hay dê già của Anh, hoặc dê sống trên đất Anh, trong số các tên cụ thể hơn (Dê nước Anh, Ailen, Scotland hoặc Scotch, và dê nguyên thủy hoặc dê đất xứ Wales, và dê Anh cổ xưa). Nó xuất phát từ những con dê sớm nhất được mang đến vùng trong thời đại đồ đá mới, khoảng 3.000 TCN. Nó được phân loại ở nhóm giống dê phương Bắc. Một quần thể ở Northumbria đôi khi được gọi là dê Cheviot. Dê nguyên thủy của Anh là một trong số các giống được tiêu chuẩn hóa hiện đại, bao gồm cả giống dê Anglo-Nubian. Giống này tương đối nhỏ, với sản lượng sữa tương đối thấp. Nó cứng và có lông, thích nghi với địa hình gồ ghề và thời tiết, và có thể tự nuôi dưỡng và sinh sản mà không có sự can thiệp của con người.